# Tagebau Delitzsch-Südwest/Breitenfeld
Der Tagebau Delitzsch-Südwest/Breitenfeld war ein aus zwei Abbaufeldern bestehender Tagebau des Mitteldeutschen Braunkohlereviers zur Gewinnung von Braunkohle südlich von Delitzsch und nördlich von Leipzig. Ursprünglich waren fünf Tagebaue im Raum Delitzsch geplant. Aufgrund der wirtschaftlichen Veränderung mit der Deutschen Wiedervereinigung 1989/90 wurden diese Pläne jedoch nicht ausgeführt und die beiden Tagebaue vorzeitig stillgelegt.

## Geographische Lage
Der ehemalige Tagebau liegt in der Leipziger Tieflandsbucht zwischen Delitzsch im Norden und Leipzig im Süden. Das Abbaufeld Delitzsch Südwest lag, wie der Name sagt, südwestlich von Delitzsch. Südöstlich an dieses anschließend lag das Abbaufeld Breitenfeld, welches nach dem heutigen Leipziger Stadtteil Breitenfeld benannt ist. Der Flusslauf des Lobers wurde durch die Erschließung des Tagebaus verlegt.
Der ehemalige Tagebau Delitzsch-Südwest/Breitenfeld mit seinen zwei ehemaligen Abbaufeldern und heutigen mehreren Tagebaurestlöchern liegt im Freistaat Sachsen (Landkreis Nordsachsen). Nach der Renaturierung des Areals entstanden auf dem Gebiet des ehemaligen Tagebaus Delitzsch-Südwest neben einigen kleineren Seen der Werbeliner, Grabschützer und Zwochauer See. Im Gebiet des ehemaligen Tagebaus Breitenfeld entstand der Schladitzer See.

## Geschichte

### Vorgeschichte und Planungen
Bevor in den 1970er Jahren mit dem Braunkohleabbau nördlich von Leipzig begonnen wurde, war die waldarme Region in der Leipziger Tieflandsbucht eher landwirtschaftlich geprägt. Größtes Fließgewässer des Gebiets ist der Lober, der in nördliche Richtung fließt und in die Mulde mündet. Bevor der Aufschluss von Tagebauen im nördlichen Leipziger Vorland beginnen konnte, waren aufwändige Vorbereitungen zu treffen, u. a. die Entwässerung des Bodens. Diese begann 1975 für den Tagebau Delitzsch-Südwest und 1981 für den Tagebau Breitenfeld. Zur Speisung der Grundwasserleiter unter der Stadt Leipzig nahm man 1986 eine 11 Kilometer lange Infiltrationsanlage in Betrieb.
Der Aufschluss von Tagebauen im Raum Delitzsch sollte der Erschließung des Bitterfelder Oberflözes und Teilen der südwestlich von Delitzsch gelegenen Flöze Gröbers und Bruckdorf dienen. In diesem Bereich besteht das Bitterfelder Flöz aus einer Ober- und Unterbank, die eine Mächtigkeit von 1,5 bis 6 Metern aufweisen.
Geplant war der zeitlich gestaffelte Aufschluss von folgenden fünf Tagebauen im Raum Delitzsch mit einer Laufzeit von 1980 bis 2050:
- Tagebau Delitzsch-Südwest (Aufschluss im Jahr 1976 erfolgt)
- Tagebau Breitenfeld (Aufschluss im Jahr 1982 erfolgt)
- Tagebau Delitzsch-Süd
- Tagebau Delitzsch-Nordwest
- Tagebau Hatzfeld (südlich von Landsberg, geplanter Aufschluss: 1990)[1]

Die Förderzahlen sollten ab 2020 eine Größe von jährlich 25 Mio. Tonnen Braunkohle erreichen. Die Abbautiefe hätte im Tagebau Delitzsch-Nordwest bis zu 60 Metern, im Tagebau Breitenfeld bis zu 150 Metern betragen. Die in den Tagebauen gewonnene Kohle war für die Versorgung der chemischen Industrie in den Räumen Halle/Merseburg und Bitterfeld bestimmt. Weiterhin war ein Kraftwerk zur Verstromung der Delitzscher Kohle im Ort Beerendorf geplant, dessen Bau jedoch bereits in den 1980er Jahren zurückgestellt wurde.
Die mit der Deutschen Wiedervereinigung 1989/90 einhergehende wirtschaftliche Veränderung führte zu einem drastischen Rückgang des Braunkohlebedarfs, was eine vorzeitige schnelle Stilllegung der bereits aufgeschlossenen Tagebaue Delitzsch-Südwest und Breitenfeld bis 1993 zur Folge hatte. Somit kam es auch nicht zum 1990 geplanten Aufschluss des Tagebaus Hatzfeld südlich von Landsberg bzw. der Tagebaue Delitzsch-Süd und Delitzsch-Nordwest. Die ursprünglich geplante Abbaufläche wäre mit 19.000 Hektar eine der größten der DDR geworden. Diese Fläche ist vergleichbar mit der Ostseeinsel Fehmarn in Schleswig-Holstein.

### Tagebau Delitzsch-Südwest

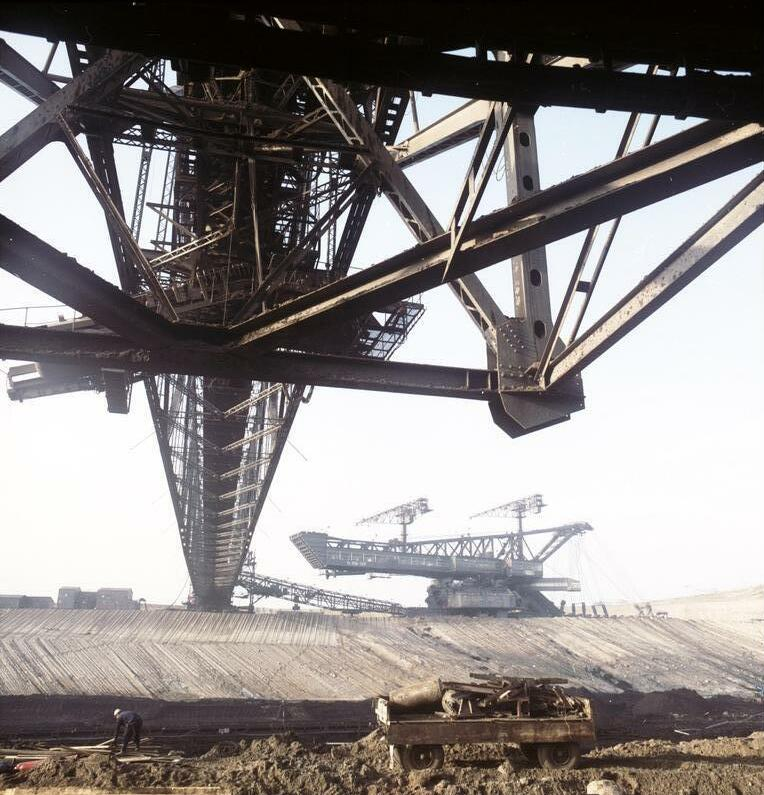
Blick über den Tagebau Südwest unter der Förderbrücke

Die vorbereitenden Maßnahmen für den ersten Tagebau im Raum Delitzsch mit dem Namen „Delitzsch-Südwest“ begannen 1975 mit der Entwässerung des Abbaufeldes. Die Absenkung des Grundwassers erreichte man durch ein System von Filterbrunnen und der Abriegelung der Zuflüsse. Der durch das geplante Abbaufeld verlaufende Gienickenbach zwischen Zwochau und Lissa musste auf einer Länge von 3,5 Kilometern verlegt bzw. ausgebaut werden.
Die Aufschlussbaggerung begann im April 1976 mit dem Eimerkettenbagger ERs 560-282 südlich der Stadt Delitzsch. In dem als Förderbrückentagebau konzipierten Tagebau Delitzsch-Südwest wurde das Bitterfelder Oberflöz abgebaut. Die geförderte Kohle diente der Sicherung der Versorgung von Großabnehmern mit Kesselkohle. Dies waren u. a. die Chemiekombinate Buna und Leuna sowie die Kraftwerke im Raum Bitterfeld/Gräfenhainichen und des Kraftwerks „Elbe“ in Vockerode. Weiterhin wurde die Brikettfabrik in Holzweißig und zahlreiche Kleinabnehmer mit Brikettierkohle beliefert. 
In den ersten Jahren wurde der Abraum im Zugbetrieb abgefahren und zum größten Teil im Restloch des stillgelegten Tagebaus Freiheit II bei Roitzsch mit dem Absetzer 1055 verstürzt. Seit September 1977 leistete ein zweiter Eimerkettenbagger mit der Bezeichnung E 1200-549 seinen Dienst. Beide Bagger bereiteten nun gemeinsam die Arbeitsfläche für die Abraumförderbrücke AFB F34-23 vor, die ab dem 1. März 1978 in dem in Stilllegung befindlichen Tagebau Sedlitz in der Lausitz demontiert wurde. Bis zur Inbetriebnahme im Jahr 1979/80 wurde der Abraum mit dem Zug zu den 15 Kilometer entfernten Kippen der ehemaligen Tagebaue Freiheit II und Freiheit III transportiert. Dann wurde der Abraum zusammen mit dem Bagger SRs 1200-1401 und dem Eimerkettenschwenkbagger Es 3150-1297 im bereits im ausgekohlten Teil des Tagebaus verkippt. Diese Struktur ist heute noch im Bereich des Grabschützer Sees erkennbar. Die Kohlegewinnung übernahmen die zwei Schaufelradbagger SRs 240-1518 und -1520 sowie die Eimerkettenbagger ERs 500-298 und -311. Am 3. Dezember 1979 verließ der erste Kohlezug den Tagebau.
Die fortschreitende Ausweitung des Tagebaus Delitzsch-Südwest entgegen dem Uhrzeigersinn in Richtung Süden hatte auch die Umsiedlung mehrerer Ortschaften und deren anschließende Devastierung und Überbaggerung zur Folge. Der erste Ort war Kattersnaundorf im Jahre 1981, dessen Einwohner zum größten Teil in Delitzsch ein neues Zuhause fanden. 1985 folgte die Umsiedlung und Überbaggerung von Grabschütz. Die mit der Deutschen Wiedervereinigung 1989/90 einhergehende wirtschaftspolitische Veränderung führte zu einem drastischen Rückgang des Braunkohlebedarfs, was eine vorzeitige schnelle Stilllegung des Tagebaus Delitzsch-Südwest bis 1993 zur Folge hatte. Während die geplante Umsiedlung und Devastierung von Wolteritz dadurch nicht mehr durchgeführt wurde, vollzog man 1992 trotz massiver Proteste den Abriss des 1990/91 umgesiedelten Nachbarorts Werbelin, welcher aber nicht mehr überbaggert wurde. Zur Betriebseinstellung 1993 war der Tagebau Delitzsch-Südwest nicht einmal zu 50 Prozent ausgekohlt. Durch das abrupte Ende der Braunkohleförderung südlich von Delitzsch blieben die Orte Lemsel, Brodenaundorf und Brodau, die im geplanten Abbaufeld lagen, erhalten.

### Tagebau Breitenfeld
Parallel zum Abbau im Tagebau Delitzsch-Südwest begann 1981 die Entwässerung und 1982 der Aufschluss des südöstlich gelegenen Tagebaus Breitenfeld. Dadurch kam es zum Versiegen der natürlichen Quelle des Lobers bei Göbschelwitz. Im Gegensatz zum Tagebau Delitzsch-Südwest sollte im Tagebau Breitenfeld neben dem Bitterfelder Oberflöz auch das darunter liegende Flöz Gröbers nutzbar gemacht werden, das bis zu 130 Meter tief in den Untergrund reichte. Der Tagebau Breitenfeld sollte ein „Tagebau der Superlative“ werden. Geplant war er für eine Laufzeit von 30 Jahren. In dieser Zeit hätte er Kohle, die für die Chemiekombinate Buna und Leuna sowie für Veredlungsanlagen und Kraftwerke im Raum Bitterfeld bestimmt war, bis an den Nordrand von Leipzig abgebaut. Dies hätte eine Verlegung der A14 notwendig gemacht. Durchgeführt wurde hingegen die Neutrassierung der Fernverkehrsstraße 184 bei Rackwitz und die Verlegung des Lobers zwischen Zschortau und Rackwitz.
Der Aufschluss des Tagebaus Breitenfeld erfolgte am 1. September 1982 durch den Eimerkettenbagger E 1200-549 an der Nordwestecke des Abbaufeldes. Er vollzog sich um den Drehpunkt Wolteritz in drei Abraumschnitten. Der Abraum wurde bis 1988 im Zugbetrieb zu den Kippen der Tagebaue Delitzsch-Südwest, Köckern und Goitzsche transportiert. Danach wurde auf Bandförderung umgestellt.
Die Kohleförderung begann im Tagebau Breitenfeld im Jahr 1986. Eingesetzt wurde dazu der Eimerkettenbagger ERs 560-296. Ab 1987/88 übernahmen dies die beiden 
eigens für Breitenfeld gebauten Bagger SRs 320-1546 und ERs 710-363 sowie drei Bandwagen. 1989 setzte der Großgeräteverband, bestehend aus dem Schaufelradbagger SRs 6300-1550 und dem Absetzer ARs-B 15000-1116, welche über eine Bandanlage verbunden waren, neue Maßstäbe in der Geschichte des Tagebaus. Sein Schaufelrad von 17 Metern im Durchmesser erreichte eine Abtragshöhe von 50 Metern. Mit einer effektiven Tagesleistung von 200.000 Kubikmetern Abraum und einer Dienstmasse von 9.000 Tonnen war er damals einer der größten und leistungsstärksten Bagger der Welt.
Von der Überbaggerung waren im Bereich des Tagebaus Breitenfeld größtenteils landwirtschaftliche Flächen betroffen. Die erste Siedlung, die ab 1985 devastiert und überbaggert wurde, war Lössen mit der 800 Jahre alten Buschnaukirche zwischen Lössen und Schladitz mit ihrem Friedhof. Zwischen 1986 und 1990 wurde Schladitz mit seinem Ortsteil Kömmlitz abgerissen und die Bewohner in die neue Siedlung „Neu-Schladitz“ bei Rackwitz umgesiedelt. Im Bereich des Tagebaus Breitenfeld waren somit ca. 780 Personen betroffen.
Die mit der Deutschen Wiedervereinigung 1989/90 einhergehende wirtschaftspolitische Veränderung führte für den Tagebau Breitenfeld im Vergleich zum Tagebau Delitzsch-Südwest zu einem noch schnelleren Ende. Bereits 1991 wurde der Tagebaubetrieb eingestellt und der gewaltige Baggerverband war bereits nach zwei Jahren außer Betrieb. Durch die vorzeitige Stilllegung wurden die Fluren der beiden devastierten Orte Kömmlitz und Schladitz nicht mehr überbaggert.

### Renaturierung des Tagebaus Delitzsch-Südwest/Breitenfeld
Durch die vorzeitige ungeplante Stilllegung der beiden Abbaufelder Delitzsch-Südwest und Breitenfeld befanden sich Anfang der 1990er Jahre auf einem rund 3,5 Kilometer breiten Gebiet zwischen Leipzig und Delitzsch zwei große Restlöcher, deren Randbereiche noch nicht für eine Folgenutzung gesichert waren. Erst 17 Prozent des Areals waren bereits rekultiviert. Im restlichen Gebiet befanden sich Tagesanlagen, Werkstattanlagen, Montageplätze, Bandanlagen, Bahntrassen, 250 Schienenfahrzeuge und 24 Großgeräte, darunter Bagger, Absetzer und die Förderbrücke mit rund 33.000 Tonnen Gesamtmasse. Neben der Verschrottung dieser Maschinen und Geräte war die Sicherung und Renaturierung des Gebiets eine Hauptaufgabe. Weiterhin war der Wiederanstieg des Grundwassers zu erwarten.
Ehemaliger Tagebau Delitzsch-Südwest

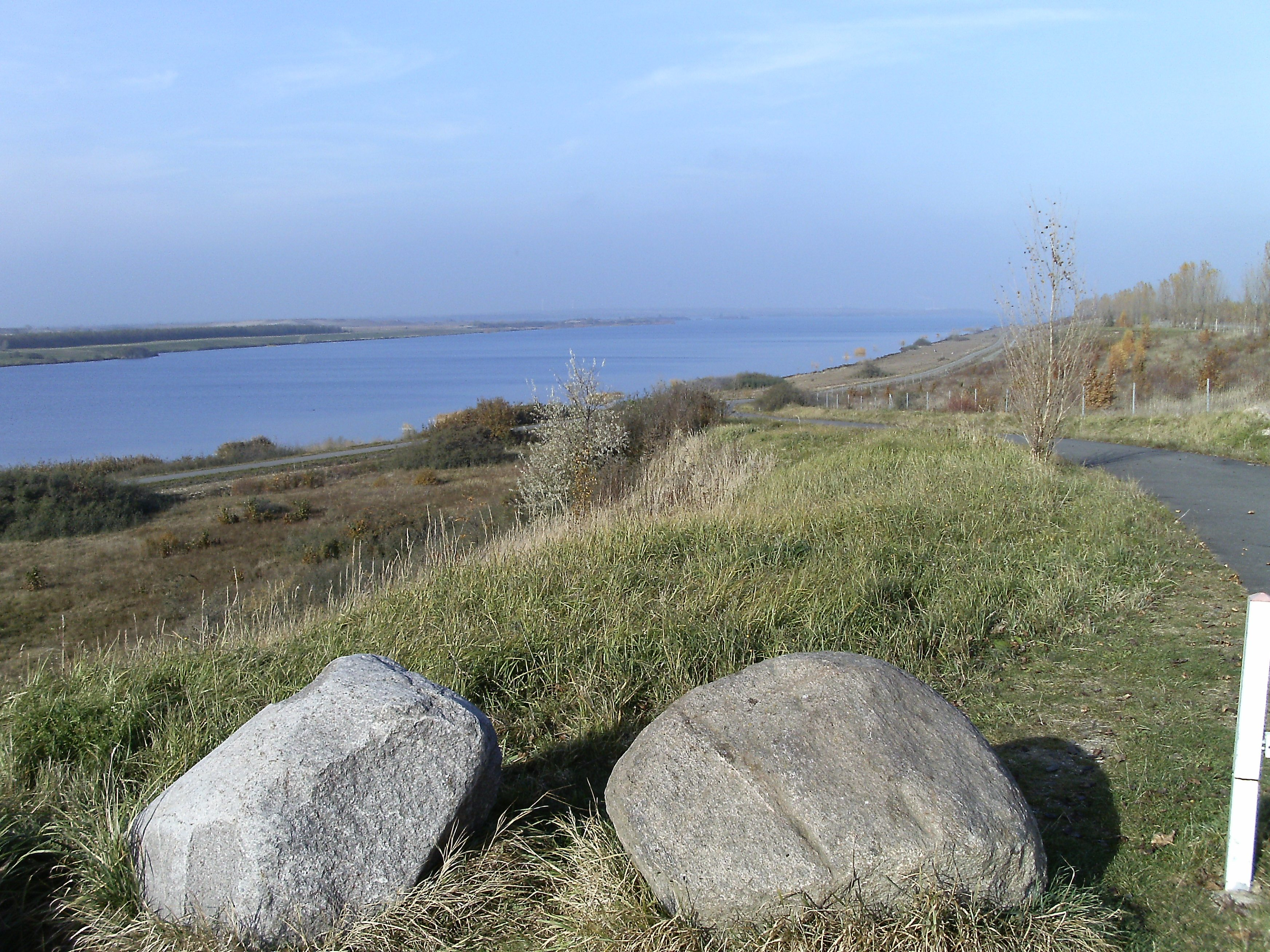
Werbeliner See

Die Mitte 1993 begonnenen Arbeiten im Gebiet des Tagebaus Delitzsch-Südwest hatten die Umgestaltung des Tagebauareals für die naturnahe Erholung zum Ziel. Dazu sollte im Westteil des Tagebaus der Naturschutz Vorrang erhalten und im Ostteil ein Landschaftssee entstehen. Die im Süden liegende Abraumkippe erhielt eine Niveauerhöhung und wurde aufgeforstet. Auch entlang der Nord-Süd-Achse des Gebiets war ein Waldverbund vorgesehen. Die nutzlos gewordenen Tagesanlagen sollten in die Landschaftsgestaltung einbezogen werden, während auf dem Montageplatz ein Industrie- und Gewerbegebiet entstehen sollte. Nachdem im ersten Sanierungsschritt die restliche bereits frei gelegte Kohle gewonnen und die Böschungen und Kippen der Restlöcher gesichert wurden, entfernte man die Großgeräte aus dem Areal. Während die meisten Geräte verschrottet wurden, versetzte man die Schaufelradbagger SRs 320-1546 und -1548 in den aktiven Tagebau Amsdorf der ROMONTA GmbH im Mansfelder Land. Die größte Herausforderung war die Sprengung der Abraumförderbrücke am 28. Juni 1996.
Im Bereich des Tagebaus Delitzsch-Südwest befanden sich neben dem Hauptrestloch vier weitere kleine Löcher in westlicher Richtung. Das Hauptrestloch wurde hauptsächlich im Bereich des Nord- und Ostufers künstlich verändert. Im nordöstlichen Uferbereich formte man eine Landzunge aus, die an das einst dort befindliche Rundlingsdorf Werbelin erinnert, während der südöstliche Bereich mit seiner bewusst geradlinigen Ausführung die ehemalige bergbauliche Nutzung erkennen lässt. Am ehemaligen Dorfplatz von Werbelin pflanzten die ehemaligen Einwohner bei einem der jährlichen Treffen eine Eiche. Am 8. Dezember 1998 begann die Fremdflutung des Hauptrestlochs mit Wasser aus der Neuen Luppe. Seit 2010 bietet der vollständig geflutete Landschaftssee mit dem Namen „Werbeliner See“ auf einer Fläche von 450 Hektar die Möglichkeit der naturnahen Erholung und teilweisen Badenutzung.
Westlich des Hauptrestlochs befand sich die Abraumkippe des Tagebaus. Aus dem zerklüfteten Gelände entwickelte sich durch aufsteigendes Grundwasser der Grabschützer See, der bis 2022 vollständig geflutet sein soll. Das Feuchtbiotop des Sees mit seiner vielfältigen Tier- und Pflanzenwelt und seinen zahlreichen kleinen Wasserstellen ist ausschließlich dem Naturschutz vorbehalten. 
Das kleinste Restloch befindet sich am südwestlichen Rand des ehemaligen Tagebaus. Durch Grundwasseraufstieg entsteht dadurch seit 1998 der Zwochauer See, dessen Höchststand im Jahr 2054 erreicht sein soll. Der See soll dem örtlichen Badebetrieb dienen.
Ehemaliger Tagebau Breitenfeld

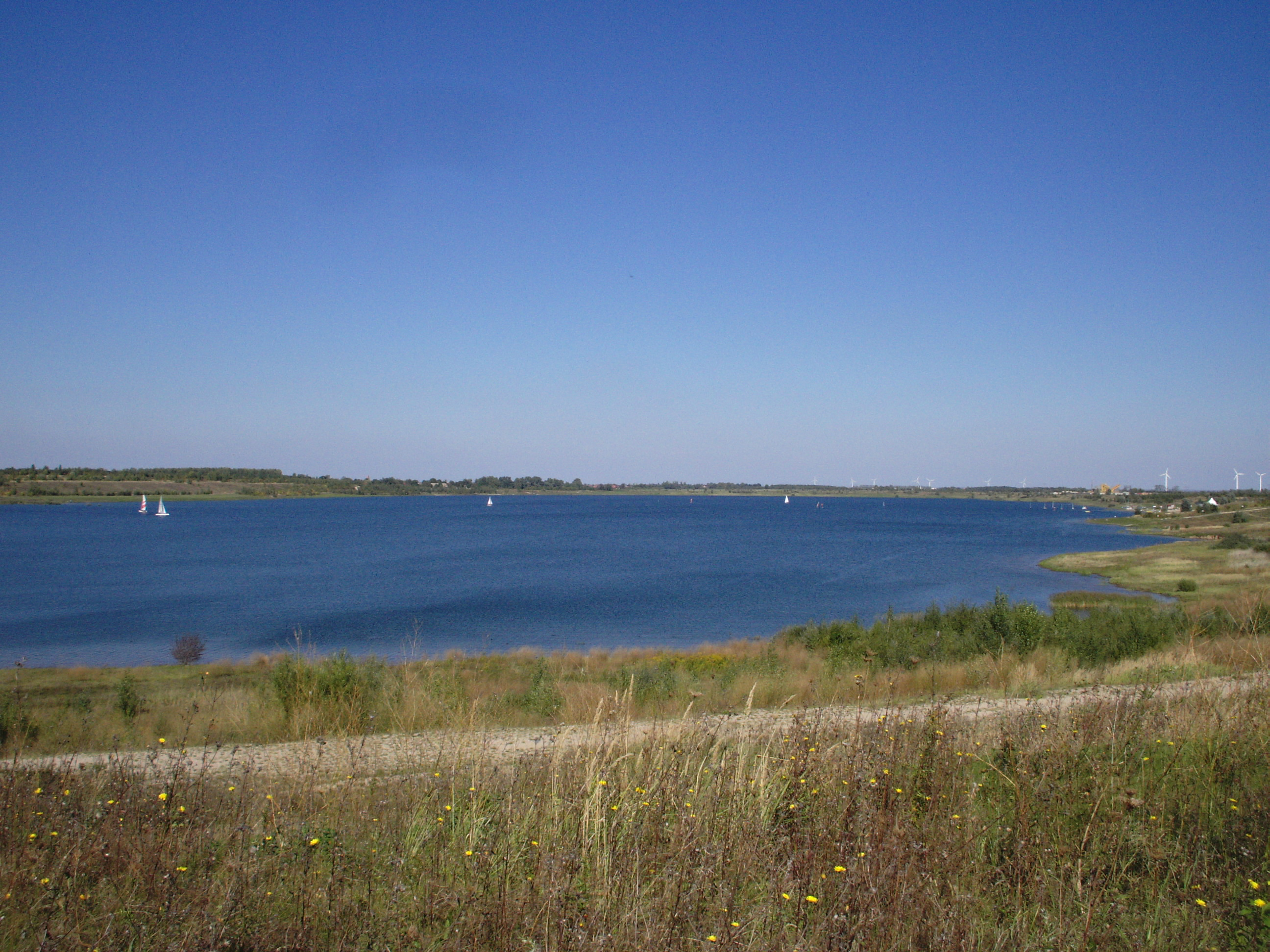
Schladitzer See

Die Sanierungsarbeiten im Tagebau Breitenfeld begannen bereits im Jahr der Stilllegung 1991. Vorgesehen war ein See zur touristischen Nutzung mit verschiedenen Strandbereichen. Dazu wurden zunächst die Böschungen und Uferbereiche gefestigt. Im Bereich des abgebrochenen Ortes Schladitz entstand die tief eingeschnittene „Schladitzer Bucht“ an der Ostböschung. Im westlichen Teil des ehemaligen Tagebaus wurde zeitgleich die Hochkippe rekultiviert. Weiterhin wurden Bereiche um den See aufgeforstet und ein Feuchtbiotop eingerichtet. Auf der „Schaafshöhe“ entstand ein Aussichtspunkt, der mit Findlingen aus dem Tagebau gestaltet wurde.
Die Tagesanlagen und der Montageplatz waren beide ursprünglich für die industrielle Nutzung vorgesehen. Während die Tagesanlagen bei Hayna teilweise bestehen blieben und zu einem Gewerbegebiet umfunktioniert wurden, befreite man den Montageplatz von sämtlichen Gebäuden und Anlagen und übergab ihn der Nutzung durch die Flughafen GmbH Leipzig als Ausgleichsfläche für die Erweiterung des internationalen Flughafens Leipzig-Halle. Die im Tagebau eingesetzten Großgeräte wurden vollständig verschrottet, wodurch vom einst größten Bagger seiner Zeit – dem SRs 6300-1550 nur das 17 Meter hohe Schaufelrad erhalten blieb. Es befindet sich heute nördlich der Ortslage Gerbisdorf.
Mit Einstellung der Entwässerung begann im dritten Quartal 1998 die Flutung des Restloches Breitenfeld mit ansteigendem Grundwasser. Dadurch entstand der Schladitzer See mit einer Fläche von 223 Hektar, der seinen Endwasserstand 2014 erreicht hat. Bereits seit 2003 wird der See als Badesee genutzt. Durch die Nähe zu Leipzig entwickelt sich der See mit seinen zahlreichen Stränden zu einem Erholungsgebiet mit vielfältigen Sport- und Erholungsmöglichkeiten.
Geplant ist die Rückverlegung des Lobers, der als „Bypass“ dem Überlauf des Schladitzer und Werbeliner Sees dienen soll.

## Förderleistung der Tagebaue
Der Tagebau Delitzsch-Südwest war mit einer Förderleistung von acht bis zehn Millionen Tonnen Kohle pro Jahr für eine 25-jährige Laufzeit ausgelegt. In den 14 Jahren Förderzeit (Förderung von 1979 bis 1993) wurden mit einer Förderleistung von 1.433,3 Mio. Tonnen nur etwa 46 Prozent des Gesamtvorrats der Braunkohle gewonnen.
Der als „Tagebau der Superlative“ geplante Tagebau Breitenfeld war für eine Laufzeit von 30 Jahren mit einer jährlichen Förderleistung von 15 Millionen Tonnen Kohle ausgelegt. In der reellen Förderzeit von fünf Jahren (Förderung von 1986 bis 1991) wurden somit nicht einmal zwei Prozent des Gesamtvorrats der Braunkohle gewonnen.
Folgende Tabelle verdeutlicht die Förderleistung der beiden Tagebaue südlich von Delitzsch.
| Tagebau                       | Landinanspruchnahme | Rohkohleförderung     | Abraumbewegung             | Kiessandförderung        |
| ----------------------------- | ------------------- | --------------------- | -------------------------- | ------------------------ |
| Delitzsch-Südwest (1976–1993) | 1.433,3 Hektar      | 92,6 Millionen Tonnen | 353,6 Millionen Kubikmeter | 6,3 Millionen Kubikmeter |
| Breitenfeld (1982–1991)       | 360,3 Hektar        | 7,4 Millionen Tonnen  | 69,5 Millionen Kubikmeter  | 0,0 Millionen Kubikmeter |

## Umgesiedelte Ortschaften

### Tagebau Delitzsch-Südwest
| Umsiedlungsort  | Einwohner | Abbaujahr |
| --------------- | --------- | --------- |
| Kattersnaundorf | 185       | 1981      |
| Grabschütz      | 120       | 1985      |
| Werbelin        | 130       | 1992      |

Aufgrund der Schließung des Tagebaus im Jahr 1993 wurde Werbelin nicht mehr überbaggert.

### Tagebau Breitenfeld
| Umsiedlungsort         | Einwohner | Abbaujahr |
| ---------------------- | --------- | --------- |
| Lössen                 | 180       | 1985–1988 |
| Schladitz mit Kömmlitz | 600       | 1986–1990 |

Aufgrund der Schließung des Tagebaus im Jahr 1991 wurden die Orte Schladitz und Kömmlitz nicht mehr überbaggert.

### Für Devastierung vorgesehene Orte
Folgende Orte lagen im geplanten Abbaugebiet. Aufgrund der vorzeitigen Stilllegung der beiden aufgeschlossenen Tagebaue bzw. des nicht ausgeführten Aufschlusses der anderen drei geplanten Tagebaue wurden sie vom Abbruch verschont. Dies war u. a.
- Brodau (geplanter Tagebau Delitzsch-Süd)
- Brodenaundorf (geplanter Tagebau Delitzsch-Süd)
- Lemsel (geplanter Tagebau Delitzsch-Süd)
- Queis[2] (geplanter Tagebau Hatzfeld, Aufschluss war für 1990 vorgesehen)
- Sietzsch[3] (geplanter Tagebau Hatzfeld, Aufschluss war für 1990 vorgesehen)
- Wölkau (südöstlich von Delitzsch)[4]
- Wolteritz (Tagebau Delitzsch-Südwest, Devastierung und Abbaggerung bereits vorgesehen)